# Don’t Bore Us, Get to the Chorus!
Don’t Bore Us, Get to the Chorus! — сборник лучших хитов Roxette, выпущенный по всему миру (кроме США) осенью 1995 года.

## История
Несмотря на наличие «сборников лучших хитов» и прочего, все подобные альбомы являлись «бутлегами» — Don’t Bore Us, Get to the Chorus! является первым официальным коммерческим сборником лучших хитов Roxette, выпущенным их звукозаписывающей компанией EMI.
Название альбома впервые было использовано на торце коробки диска альбома Joyride в качестве короткого подзаголовка и во время мирового тура «Join the Joyride» эта фраза была напечатана на оборотной стороне медиаторов Пера Гессле.
Для альбома были записаны 4 новые песни, из которых «You Don’t Understand Me», «June Afternoon» и «She Doesn’t Live Here Anymore» были выпущены как синглы. Песня «The Look» была смиксована и позднее вышла как сингл «The Look ’95» в Великобритании, но эта версия песни не была включена в альбом.
Песня «June Afternoon» была изначально написана для первого англоязычного сольного альбома Гессле «The World According to Gessle» (1997), однако он решил издать её вместе с Roxette.
Песни «June Afternoon» и «She Doesn’t Live Here Anymore» были записаны с музыкантами шведской группы Пера Gyllene Tider (Йоран Фрицон был единственным из группы, кто отсутствовал при записи).
Продюсеры Кларенс Эверман (песни 1-16, 18) и Пер Гессле и Майкл Ильберт (песня 17).

## Список композиций

Обложка иной версии альбома, вышедшей в США в 2001 году

| №                   | Название                                                     | Длительность |
| ------------------- | ------------------------------------------------------------ | ------------ |
| 1.                  | «June Afternoon» (новая песня)                               | 4:15         |
| 2.                  | «You Don’t Understand Me» (новая песня)                      | 4:28         |
| 3.                  | «The Look»                                                   | 3:56         |
| 4.                  | «Dressed for Success» (US Single Mix)                        | 4:11         |
| 5.                  | «Listen to Your Heart» (Swedish Single Edit)                 | 5:14         |
| 6.                  | «Dangerous» (Single Version)                                 | 3:48         |
| 7.                  | «It Must Have Been Love» (из саундтрека к фильму «Красотка») | 4:19         |
| 8.                  | «Joyride» (Single Edit)                                      | 4:02         |
| 9.                  | «Fading Like a Flower (Every Time You Leave)»                | 3:53         |
| 10.                 | «The Big L.»                                                 | 4:28         |
| 11.                 | «Spending My Time»                                           | 4:38         |
| 12.                 | «How Do You Do!»                                             | 3:12         |
| 13.                 | «Almost Unreal» (из саундтрека к фильму «Супербратья Марио») | 3:59         |
| 14.                 | «Sleeping in My Car» (Single Edit)                           | 3:33         |
| 15.                 | «Crash! Boom! Bang!» (Single Edit)                           | 4:25         |
| 16.                 | «Vulnerable» (Single Version)                                | 4:30         |
| 17.                 | «She Doesn’t Live Here Anymore» (новая песня)                | 4:03         |
| 18.                 | «I Don’t Want to Get Hurt» (новая песня)                     | 4:17         |
| Общая длительность: | Общая длительность:                                          | 75:11        |

## Участники записи
Roxette:
- Мари Фредрикссон — вокал
- Пер Гессле — вокал, электро и акустические гитары, канзуу, свист, тамбоурин

Приглашённые музыканты:
- Пер «Пелле» Альсинг — ударные и перкуссия
- Микке «Сид» Андерссон — ударные и тамбурин
- Вики Бенкерт[англ.] — бэк-вокал
- Андерс Херрлин — бэк-вокал, бас-гитара, синтезатор, инженерия и программирование
- Матс Холмквист — аранжировки струнных инструментов и дирижирование
- Юнас Исакссон — акустическая и электрогитара, губная гармошка
- Хенрик Янсон[англ.] — ток-бокс
- Кристер Йанссон — хай-хэт и перкуссия
- Ярл «Йалле» Лоренссон — губная гармошка
- Кларенс Эверман — бэк-вокал, клавишные, синклавир, аранжировки струнных и духовых инструментов, программирование
- Стаффан Эверман — бэк-вокал
- Ян «Йанне» Олдеус — электрогитара
- Матс «МП» Перссон — акустическая и электрогитара
- Пер «Пелле» Сирен — электрогитара
- Стокгольмский новый камерный оркестр (указан как SNYKO) — струнные
- Алар Суурна — тамбурин
- Симфонический оркестр Шведского радио — квартет деревянных духовых инструментов